# Hogna flava
Hogna flava este o specie de păianjeni din genul Hogna, familia Lycosidae, descrisă de Roewer, 1959.
Este endemică în Namibia. Conform Catalogue of Life specia Hogna flava nu are subspecii cunoscute.